# Jackson do Pandeiro
Jackson do Pandeiro, nome artístico de José Gomes Filho (Alagoa Grande, 31 de agosto de 1919 – Brasília, 10 de julho de 1982), foi um cantor, compositor e multi-instrumentista brasileiro. Também conhecido como O Rei do Ritmo.

## Infância, adolescência e primeiros empregos
Jackson nasceu em 31 de agosto de 1919, no Engenho Tanques, com o nome de José Gomes da Silva. Ele era filho de uma cantadora de coco, Flora Mourão (nome artístico de Flora Maria da Conceição) e de um oleiro, José Gomes. Teve uma infância muito pobre e nunca frequentou uma escola.
Através da mãe, Jackson começou a tomar gosto pelo ritmo como tocador de zabumba. Após a morte do pai, José Gomes, no início dos anos 30, a família passa por apertos financeiros ainda maiores, chegando a furtar frutas em fazendas vizinhas e a revirar lixo em busca de restos aproveitáveis. A pé, Flora e os três filhos José (Jackson), Severina e João, acompanhados de João Galdino, filho da única irmã reconhecida de Santana, vão tentar uma nova vida em Campina Grande, aonde chegam após quatro dias de viagem.
Em Campina Grande, foram acolhidos pelo pai de João Galdino, Manuel. Jackson trabalhou como engraxate e ajudante de padaria. Para complementar a renda, arranjava diversos serviços extras como pintor, varredor de ruas, telhadista, etc. - na falta de um pai e de um companheiro duradouro para a mãe, Jackson lentamente assumia o papel de chefe da família.

## Carreira

### Primeiros trabalhos
Também em Campina Grande, Jackson se juntou ao tocador de fole Geraldo Corrêa, ao banjoísta Epitácio Cassiano dos Santos (o "Paizinho") e ao violeiro e pandeirista Vicente Pereira da Silva, que ele já conhecia de Alagoa Grande, para tocar juntos na zona da cidade. Ainda, nos serviços de divulgação por alto-falantes, Jackson viu uma oportunidade de promover seu trabalho.
Um dia, Jackson foi convidado a substituir Caiçara, então animador do pastoril de Zé Pinheiro, bairro de Campina Grande. Sua apresentação foi um sucesso e, por seu jeito de dançar, recebeu o apelido de "Palhaço Parafuso". Na mesma época, formou a dupla Café com Leite com o também pandeirista Zé Lacerda.
Nas noites, tocava no Cassino Eldorado de Josefa Tributino, sua madrinha artística, a qual foi homenageada na música "Forró em Campina". Na feira central de Campina, conviveu com artistas populares, como conquistas e violeiros. Seu nome artístico originou-se das brincadeiras de criança, ainda em Alagoa Grande, dos filmes de faroeste, no tempo do cinema mudo, onde se autodenominava "Jack", inspirado em Jack Perry, artista dos referidos filmes. O apelido pegou, e em Campina Grande, após iniciar como pandeirista ficou conhecido como Jack do Pandeiro, e passando a acompanhar artistas da terra.
Quando o Brasil entrou na Segunda Guerra Mundial, muitos soldados de várias regiões do Nordeste passaram a frequentar o Eldorado, cuja freguesia antiga se esvaiu. O local começou a ficar violento e logo Jackson decidiria abandonar o local e partir para João Pessoa em 1946.

### Carreira no rádio e discos
Lá, conheceu dois de seus principais parceiros: Benigno de Carvalho, com quem faria apresentações de sucesso na capital paraibana; e Rosil Cavalcanti, com quem reativou a dupla Café com Leite e de quem gravou seu primeiro grande sucesso, "Sebastiana". Continuou sua vida de músico tocando em boates e cabarés, sendo, logo a seguir contratado pela Rádio Tabajara para atuar na orquestra daquela emissora, sob a batuta do maestro Nozinho.
Quando o maestro Nozinho foi contratado para a Rádio Jornal do Commercio, de Recife, levou alguns membros da orquestra Tabajara, entre eles Jackson do Pandeiro, que se mudou para a capital de Pernambuco em 1948. Portanto Jackson já chegou em Recife formado no mundo dos ritmos, pois em Campina Grande e João Pessoa entre os anos 30 e 48 passou por zabumba, bateria, bongô, até chegar profissionalmente ao pandeiro.
Seu nome artístico nasceu de um apelido que ele mesmo se dava: Jack, inspirado em um mocinho de filmes de faroeste, Jack Perry. Originalmente, ele queria adotar o nome "Zé Jack" ou "Zé Jack do Pandeiro", mas Ernani Séve, então diretor de um programa da Rádio Jornal do Commercio, achou que os nomes não cairiam bem e, antes de anunciá-lo, inventou a alcunha "Jackson do Pandeiro" sem consultá-lo.
Somente em 1953, com trinta e cinco anos, Jackson gravou o seu primeiro disco: "Forró em Limoeiro" (Edgar Ferreira) e "Sebastiana".
Em 1954, Jackson se mudou para o Rio de Janeiro a convite da Copacabana. Naquele mesmo ano, lançou quatro discos e um LP, Jackson do Pandeiro com Conjunto e Coro. Em 1956, vieram outros sete discos de 78 rpm e outro LP (Forró do Jackson).
Teve um programa dominical na TV Tupi chamado Jackson do Pandeiro na Tupi. Um de seus colegas de emissora era Flávio Cavalcanti, que tinha um programa aos sábados chamado Um Instante Maestro. Na atração, Flávio tinha o hábito de quebrar discos que contivessem músicas que não o agradassem. Um dia, ele quebrou o disco que continha o baião "Hotel do Zeferino" (chamando a canção de "cretina"), que Jackson na verdade ainda não havia gravado. No dia seguinte, em seu espaço, Jackson repreendeu Flávio por ter enganado os telespectadores com um disco falso e disse que cretino era ele "e sua mãe", e acabou suspenso pela emissora pelo palavreado. Acabou rescindindo o contrato com a Tupi e foi para a Rádio Nacional.
Lá, alcançou grande sucesso com "O Canto da Ema", "Chiclete com Banana" e "Um a Um". Os críticos ficavam abismados com a facilidade de Jackson em cantar os mais diversos gêneros musicais: baião, coco, samba-coco, rojão, além de marchinhas de carnaval.
O fato de ter tocado tanto tempo no Cassino Eldorado aprimorou sua capacidade jazzística. Também é famosa a sua maneira de dividir a música, e diz-se que o próprio João Gilberto aprendeu a dividir com ele. Muitos o consideram o maior ritmista da história da Música Popular Brasileira e, ao lado de Luiz Gonzaga, foi um dos principais responsáveis pela nacionalização de canções nascidas entre o povo nordestino. Sua discografia compreende mais de 30 álbuns lançados no formato LP. Desde sua primeira gravação, "Forró em Limoeiro", em 1953, até o último álbum, "Isso é que é Forró!", de 1981, foram 29 anos de carreira artística, tendo passado por inúmeras gravadoras.
A partir do final dos anos 1950, com a chegada da bossa nova e, mais tarde, da Jovem Guarda, Jackson caiu no ostracismo, embora ainda fosse respeitado e reconhecido pelos cantores mais modernos.

## Vida pessoal
Em 1938, Jackson foi forçado a se casar com Maria da Penha Filgueiras, cuja mãe, a prostituta Biu Soares, acionou o cantor na justiça por ter desvirginado a filha. A convivência entre Maria e a sogra Flora era conturbada e levou o relacionamento ao fim por duas vezes, sendo o segundo término definitivo, porém não-oficializado. Em 1955, ela ressurgiu em sua vida acusando-o de abandono, adultério e bigamia, o que resultou em inúmeros artigos negativos na imprensa rosa e audiências jurídicas. No final, a justiça ficou ao lado do cantor.
Sua mãe morreu em 14 de agosto de 1946, vítima de uma doença não-identificada (um biógrafo suspeitou de câncer).
Em Recife, na própria rádio do Jornal do Commercio, conheceu Almira Castilho de Albuquerque, com quem teve uma bem-sucedida parceria musical e com quem se casou no religioso em 1954 e no civil em 1964. Contudo, a relação se encerraria dois anos depois por conta de um caso extraconjugal de Jackson com sua afilhada. O casal manteve a parceria artística por algum tempo, mas esta também se encerrou eventualmente.
Ele se casou com a baiana Neuza Flores dos Anjos, com quem viveu até seus últimos dias de vida.

## Morte
Durante excursão empreendida pelo país, Jackson do Pandeiro — que era diabético desde os anos 60 — morreu aos 62 anos, em 10 de julho de 1982, na cidade de Brasília, em decorrência de complicações de embolia pulmonar e cerebral. Ele tinha participado de um show na cidade uma semana antes e no dia seguinte passou mal no aeroporto antes de embarcar para o Rio de Janeiro. Ele ficou internado na Casa de Saúde Santa Lúcia. Foi enterrado em 11 de julho de 1982 no Cemitério do Caju, na cidade do Rio de Janeiro, com a presença de músicos e compositores populares, sem a presença de nenhum medalhão da MPB. Hoje seus restos mortais se encontram em Alagoa Grande, sua terra natal, em um memorial preparado em sua homenagem pelo povo alagoagrandense.

## Discografia
- 1955: Jackson do Pandeiro - Gravadora: Copacabana
- 1956: Forró do Jackson - Gravadora: Copacabana
- 1957: Jackson e Almira - Os Donos do Ritmo - Gravadora: Copacabana
- 1958: Forró do Jackson (1ª coletânea) - Gravadora: Copacabana
- 1959: Jackson do Pandeiro - Gravadora: Columbia
- 1960: Sua Majestade - o Rei do Ritmo (2º Coletânea) - Gravadora: Copacabana
- 1960: Cantando de Norte a Sul - Gravadora: Philips
- 1961: Ritmo, Melodia e a Personalidade de Jackson do Pandeiro - Gravadora: Philips
- 1961: Mais Ritmo - Gravadora: Philips
- 1962: A Alegria da Casa - Jackson do Pandeiro e Almira - Gravadora: Philips
- 1962: ...É Batucada! - Com Jackson do Pandeiro e Almira e o Ritmo Empolgante dos "Reis da Batucada" - Gravadora: Philips
- 1962: O Melhor de Jackson do Pandeiro (3ª coletânea) - Gravadora: CBS
- 1963: Caminho da roça - Jackson do Pandeiro, Almira e Zé Calixto - Gravadora: Philips
- 1963: Forró do Zé Lagoa - Gravadora: Philips
- 1964: Tem Jabaculê - Gravadora: Philips
- 1964: Coisas Nossas - Gravadora: Philips
- 1964: São João no Brejo - Jackson do Pandeiro e Almira, Alventino Cavalcanti, Zé Calixto e Borrachinha - Gravadora: Philips
- 1965: ...E Vamos Nós! - Gravadora: Philips
- 1965: São João no Brejo nº 2 Jackson do Pandeiro e Almira, Alventino Cavalcanti, Zé Calixto e Borrachinha - Gravadora: Philips
- 1966: O Cabra da Peste - Gravadora: Continental
- 1966: Os grandes sucesso de Jackson do Pandeiro (4ª coletânea) - Gravadora: Fantasia
- 1967: A Braza do Norte - Gravadora: Cantagalo
- 1968: Jackson do Pandeiro (5ª coletânea) - Gravadora: Philips
- 1970: Aqui Tô Eu - Gravadora: Philips
- 1971: Jackson do Pandeiro - Série Autógrafo de sucesso (6ª coletânea) - Gravadora: Fontana/Phonogram
- 1971: O Dono do Forró - Gravadora: CBS
- 1972: Sina de Cigarra - Gravadora: CBS
- 1973: Tem Mulher, Tô Lá - Gravadora: CBS
- 1974: Nossas Raízes - Gravadora: Alvorada/Chantecler
- 1975: Os grandes sucessos de Jackson do Pandeiro (7ª coletânea) - Gravadora: Tropicana/CBS
- 1975: A Tuba da Muié - Jackson do Pandeiro e seu conjunto - Gravadora: Alvorada/Chantecler
- 1976: Mutirão - Gravadora: Chantecler/Alvorada
- 1976: É Sucesso - Gravadora: Tropicana/CBS
- 1977: Um Nordestino Alegre - Gravadora: Chantecler/Alvorada
- 1978: Alegria Minha Gente - Gravadora: Chantecler/Alvorada
- 1980: São João Autêntico de Jackson do Pandeiro (8ª coletânea) - Gravadora: Sinter/Polygram
- 1981: O melhor de Jackson do Pandeiro (9ª coletânea) - Gravadora: Chantecler
- 1981: Isso é que é Forró! - Gravadora: Polifar/Polygram